# Léo Le Blé Jaques
Léo Le Blé Jaques (Chêne-Bougeries, 2 de enero de 1997) es un deportista francés que compite en snowboard. Ganó una medalla de bronce en el Campeonato Mundial de Snowboard de 2021, en la prueba de campo a través por equipo mixto.

## Medallero internacional
| Campeonato Mundial | Campeonato Mundial  | Campeonato Mundial | Campeonato Mundial              |
| Año                | Lugar               | Medalla            | Prueba                          |
| ------------------ | ------------------- | ------------------ | ------------------------------- |
| 2021               | Idre Fjäll (Suecia) | Medalla de bronce  | Campo a través por equipo mixto |